# Potamophilites
Potamophilites é um género extinto de escaravelhos aquáticos da família Dryopidae, descrito por Haupt em 1956 e que inclui a espécie única Potamophilites angustifrons, Haupt 1956.